# Landögssjön
Landögssjön (Landösjön) est un lac en Suède. Il est situé en Offerdal dans la province de Jämtland. Sur sa rive se trouvent les villages de Landön et Rönnöfors.